# Estação Ferroviária de Alverca
A Estação Ferroviária de Alverca é uma interface da Linha do Norte, que serve a localidade de Alverca do Ribatejo, no município de Vila Franca de Xira, em Portugal.

## Descrição

### Localização
Esta interface situa-se junto à Avenida D. Pedro, em Alverca do Ribatejo.

### Infraestrutura
Em Janeiro de 2011, contava com quatro vias de circulação, com comprimentos entre os 268 e 518 m; as plataformas apresentavam todas 223 m de extensão, e 90 cm de altura.

## História

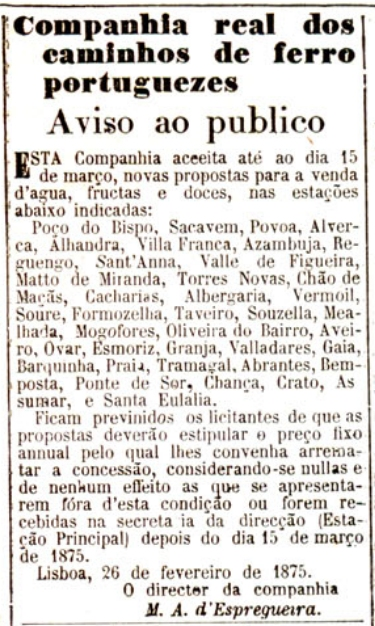
Aviso de 1875, onde se faz referência a Alverca, com a categoria de estação.

### Antecedentes e planeamento
Antes da introdução do caminho de ferro, o concelho de Vila Franca de Xira tinha problemas de acessibilidade, devido a uma rede viária muito deficiente, sendo o principal meio de transporte a navegação ao longo do Rio Tejo.
Nas bases para o concurso do Caminho de Ferro de Lisboa à Fronteira de Espanha, determinadas por um decreto de 6 de Maio de 1852, estava previsto que a primeira secção da linha, até Santarém, seguisse sempre pela margem direita do Rio Tejo, passando junto a várias povoações, incluindo Alverca. Em 7 de Dezembro desse ano, o engenheiro Rumball concluiu o seu relatório sobre o percurso que a linha deveria ter, tendo sugerido igualmente a passagem por Alverca.
Em 24 de Agosto de 1856, D. Pedro V visitou as obras da linha, que nessa altura estava quase terminada até ao Carregado, mas o comboio real parou na estação de Alverca e não conseguiu prosseguir a viagem, tendo ficado ali retido durante algum tempo até que uma locomotiva o fosse rebocar de volta para Lisboa. Algum tempo depois, mas ainda durante as obras, foi organizado um outro comboio especial, desta vez para transportar a família real de Lisboa até Vila Franca de Xira, onde grassava uma epidemia de cólera, mas a locomotiva avariou pouco antes de chegar à estação de Alverca. O condutor do comboio foi buscar a locomotiva que lá estava estacionada, enquanto que o maquinista tentou reparar a avaria, mas o rei, depois de várias horas de espera sem sucesso, voltou a pé para Lisboa.

### Inauguração e primeiros anos
O troço de Lisboa ao Carregado foi inaugurado em 28 de Outubro de 1856.
Com a construção dos caminhos de ferro e a modernização da rede de estradas, verificou-se uma grande expansão das actividades industriais nas freguesias ribeirinhas de Alverca, Póvoa e Alhandra, provocando profundas alterações no tecido social e económico das povoações, e uma forte redução na navegação fluvial. Durante a construção das oficinas dos caminhos de ferro em Santa Apolónia, foi empregado um grande número de operários das povoações ao longo do Tejo, incluindo Alverca, e durante algum tempo tornou-se habitual a deslocação diária de dezenas de pessoas desde as suas habitações até às estações dos caminhos de ferro, onde apanhavam os primeiros comboios até Braço de Prata e depois o "comboio operário" até Santa Apolónia, fazendo depois o percurso inverso no final do dia. Em 15 de Abril de 1890, foi duplicado o lanço de Olivais ao Carregado.

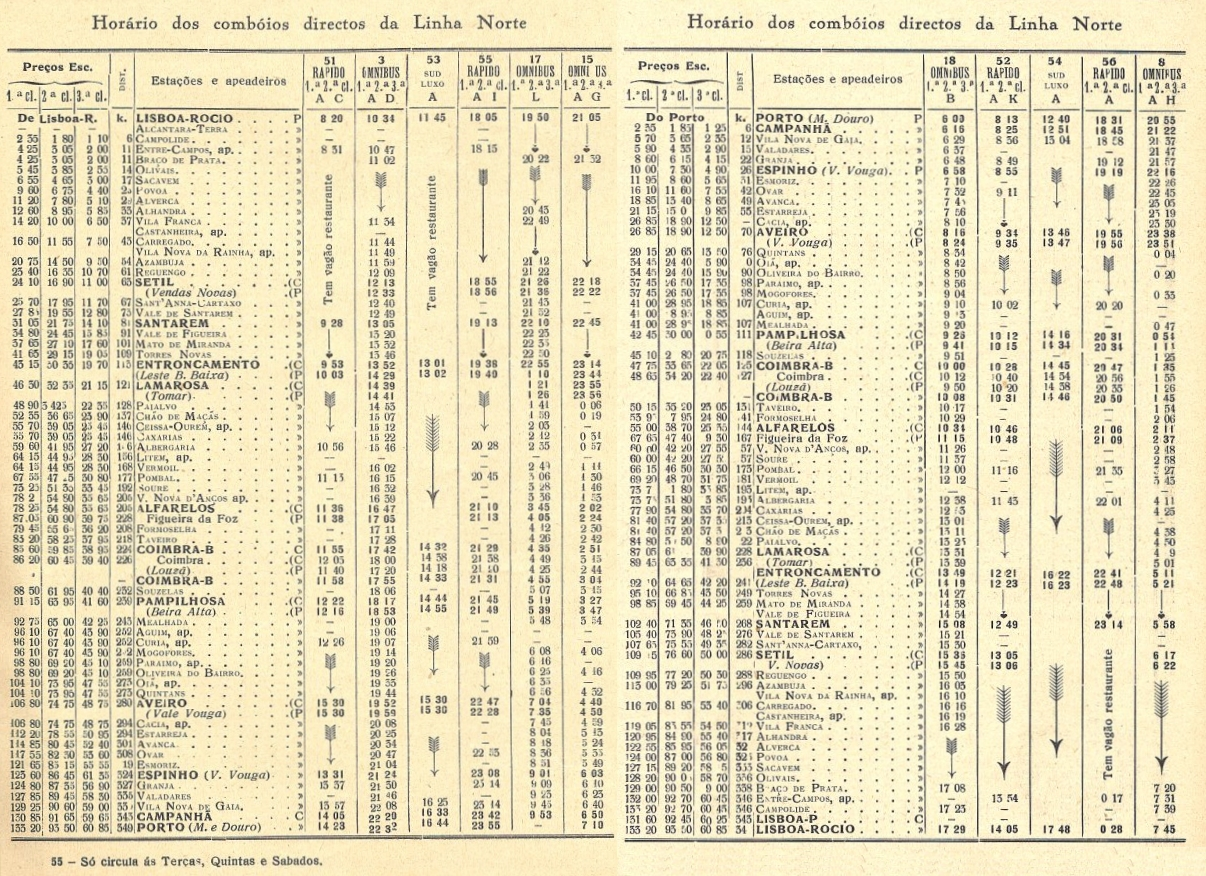
Horário da Linha do Norte em 1933.

### Século XX
Em 1 de Dezembro de 1901, a Gazeta dos Caminhos de Ferro noticiou que o edifício da gare de Alverca tinha sido alvo de obras de reconstrução. O edifício de passageiros situava-se do lado noroeste da via (lado esquerdo do sentido ascendente, a Campanhã).
Em 16 de Novembro de 1940, a Gazeta dos Caminhos de Ferro relatou que tinha ocorrido recentemente um acidente numa passagem de nível perto da gare de Alverca, quando um comboio rápido colidiu com uma camioneta, provocando a morte aos dois ocupantes do veículo automóvel. Em meados do século XX, contava com uma marquise sobre a gare dos passageiros, tendo sido uma das estações onde tinham sido introduzidos novos modelos de marquises em substituição dos mais antigos, que já não ofereciam uma protecção eficiente. Em 28 de Abril de 1957, foi inauguração a tracção eléctrica no lanço entre Lisboa e o Carregado.

### Modernização
Em finais da Década de 1980, a operadora Caminhos de Ferro Portugueses iniciou um programa de modernização dos sistemas de sinalização e controlo de tráfego em várias vias férreas, especialmente a Linha do Norte. Em 1990, foi aberto o concurso para o projecto 3AS, relativo à instalação de novos equipamentos de sinalização em parte da Linha do Norte, incluindo na gare de Alverca. Outra finalidade deste programa de modernização era a renovação e quadruplicação parcial da Linha do Norte, incluindo o lanço entre as estações de Braço de Prata e Alverca, e a reconstrução desta última, de forma a funcionar como semitérminus. O programa de modernização prosseguiu após a formação em 1997 da Rede Ferroviária Nacional, entidade que tinha sido criada para gerir as infraestruturas ferroviárias, tendo esta empresa sido responsável pela instalação da nova gare de Alverca.. Em 2000, as automotoras 3500, de dois pisos, começaram a circular entre Cacém e Alverca.